# David O’Connell (ur. 1956)
David Michael O’Connell CM (ur. 21 kwietnia 1956 w Filadelfii) – amerykański duchowny katolicki, lazarysta, biskup diecezjalny Trenton w metropolii Newark od 2010.

## Życiorys
Po ukończeniu seminarium duchownego Księży Misjonarzy w Northampton, gdzie uzyskał dyplomy z teologii i teologii moralnej, otrzymał święcenia kapłańskie w dniu 29 maja 1982. Przez następnych kilkadziesiąt lat pracował jako nauczyciel i wykładowca akademicki, uzyskując jednocześnie kolejne dyplomy uniwersyteckie (m.in. na Katolickim Uniwersytecie Ameryki). 10 marca 1998 został rektorem Katolickiego Uniwersytetu Ameryki. Jako konsultor współpracował również z Kongregacją ds. Edukacji Katolickiej (od 2005).
4 czerwca 2010 otrzymał nominację na koadiutora biskupa Trenton w New Jersey. Sakry udzielił mu tamtejszy biskup diecezjalny John Mortimer Smith. Sukcesję przejął 1 grudnia 2010.